# Acanthodactylus blanci
Acanthodactylus blanci este o specie de șopârle din genul Acanthodactylus, familia Lacertidae, ordinul Squamata, descrisă de Doumergue 1901. A fost clasificată de IUCN ca specie în pericol. Conform Catalogue of Life specia Acanthodactylus blanci nu are subspecii cunoscute.